# Hypsugo lanzai
Hypsugo lanzai (Benda, Al-Jumaily, Reiter & Nasher, 2011) è un pipistrello della famiglia dei vespertilionidi endemico dell'isola di Socotra.

## Descrizione

### Dimensioni
Pipistrello di piccole dimensioni con la lunghezza dell'avambraccio tra 31,1 e 32,7.

### Aspetto
La pelliccia è lunga. Le parti dorsali sono marroni con dei riflessi color ruggine, mentre le parti ventrali sono leggermente più chiare. Le membrane alari sono bruno-grigiastre, la superficie ventrale dell'uropatagio è leggermente più chiara. Le orecchie e il muso sono bruno-grigiastre. La lunga coda si estende oltre l'ampio uropatagio di circa 1,5–3 mm.

## Biologia

### Alimentazione
Si nutre di insetti.

## Distribuzione e habitat
Questa specie è endemica dell'isola di Socotra, nello Yemen.

## Conservazione
Questa specie, essendo stata scoperta solo recentemente, non è stata sottoposta ancora a nessun criterio di conservazione.